# Kíli (Eubée)
Kíli, en grec moderne : Κοίλι, est un village du dème de Kými-Alivéri, sur l'île d'Eubée, en Grèce.
Selon le recensement de 2011, la population de Kíli compte 95 habitants. 